# Sport Lisboa e Nelas
O Sport Lisboa e Nelas é um clube português, localizado na vila de Nelas, distrito de Viseu. O clube, fundado em 1939, é a filial n° 16 do Sport Lisboa e Benfica e  actualmente é presidido por uma Comissão Administrativa. Na época de 2011-12 disputa a  A.F. Viseu - série Sul.

## Plantel de futebol 2012/2013
| N°           | Nacionalidade   | Nome          | Posição      | Proveniente de:    |
| Guarda-redes | Guarda-redes    | Guarda-redes  | Guarda-redes | Guarda-redes       |
| ------------ | --------------- | ------------- | ------------ | ------------------ |
| 1            | português       | Xico          | GR           | SL Nelas           |
| 24           | português       | Gito          | GR           | Oliveira de Frades |
| TBA          | português       | Costa         | GR           | SL Nelas           |
| Defesas      |                 |               |              |                    |
| 2            | português       | João Lopes    | DEF          | Sezurense          |
| 4'           | português       | David Pereira | DEF          | SL Nelas           |
| 5            | português       | Tiaguinho     | DEF          | SL Nelas           |
| 9            | português       | João Miguel   | DEF          | Canas de Senhorim  |
| 10           | português       | Fábio Andrade | DEF          | SL Nelas           |
| 17           | português       | Carlitos      | DEF          | SL Nelas           |
| 22           | português       | Rudy          | DEF          | Carregal do Sal    |
| 44           | português       | Carlos Miguel | DEF          | Canas de Senhorim  |
| Médios       |                 |               |              |                    |
| 6            | português       | Toni          | MÉD          | SC Nelas           |
| 13           | português       | Simão         | MÉD          | Canas de Senhorim  |
| 10           | português       | Kikau         | MÉD          | SL Nelas           |
| Avançados    |                 |               |              |                    |
| 7            | português/suíço | Erbi          | AV           | SL Nelas           |
| 8            | português       | 'Coelho       | AV           | SL Nelas           |
| 18           | português       | Nuno Mendes   | AV           | SL Nelas           |
| 70           | português       | Bruno Miguel  | AV           | Cabanas Viriato    |

| Equipa técnica | Equipa técnica | Equipa técnica      | Equipa técnica  | Equipa técnica |
| Nacionalidade  | Nome           | Função              | Proveniente de: |                |
| -------------- | -------------- | ------------------- | --------------- | -------------- |
| português      | Jorge Ribeiro  | Treinador principal |                 |                |
| português      | Paulão         | Treinador adjunto   |                 |                |
| português      | Vitor Félix    | Massagista          |                 |                |

## Histórico
|                   | Nº Presenças   | Títulos |
| ----------------- | -------------- | ------- |
| Temporadas na 1ª  | 0              |         |
| Temporadas na 2ª  | 0              |         |
| Temporadas na 2ªB | - (a decorrer) |         |
| Temporadas na 3ª  | -              |         |
| Taça de Portugal  | -              |         |
| Taça da Liga      | 0              |         |

### Classificações
| Escalão          | 00/01 | 01/02 | 02/03 | 03/04 | 04/05 | 05/06 | 06/07 | 07/08 | 08/09 |
| ---------------- | ----- | ----- | ----- | ----- | ----- | ----- | ----- | ----- | ----- |
| Liga Sagres      | -     | -     | -     | -     | -     | -     | -     | -     | -     |
| Liga Vitalis     | -     | -     | -     | -     | -     | -     | -     | -     | -     |
| II Divisão       | -     | -     | -     | -     | -     | -     | -     | -     |       |
| III Divisão      | -     | -     | -     | -     | -     | -     | -     | -     | -     |
| 1º Escalão Dist. | -     | -     | -     | -     | -     | -     | -     | -     | -     |

## História
No dia 25 de Agosto de 1939, são oficiados ao governador civil de Viseu os primeiros estatutos de uma nova associação desportiva, denominada "Sport Lisboa e Nelas". Estes estatutos são subscritos por um grupo de Nelenses, impulsionadores desta nova associação. Esta colectividade é criada ao abrigo da Lei de 14 de Fevereiro de 1907, promulgada pelo governo de João Franco, a qual estabelece o direito de Associação, permitindo aos cidadãos que constituíssem associações para fins conforme as Leis do Reino, sem dependência de licença ou aprovação dos seus estatutos pela autoridade pública, sempre que essa aprovação não seja exigida por lei, uma vez que previamente participem ao governador civil a sede, o fim e o regime interno da sua associação.
Conforme os estatutos o Sport Lisboa e Nelas tem como principais fins a promoção do desporto, da cultura e o bem geral de todos os associados. Assim, procura essencialmente ser uma forma de interacção social, servindo como aglutinador e a partir do qual se promovem relações sociais entre os seus associados e, simultaneamente, se torna um interventor no meio. Embora nada conste nos estatutos, esta associação só admitiu sócios do sexo feminino a partir de deliberação da direcção, tomada em reunião de 6 de Abril de 1950. Conjuntamente com esta decisão, deliberou-se ainda isentar as sócias do pagamento da jóia e da cota ser inferior à dos sócios do sexo masculino. No entanto, nesta data já constava como sócia honorária a Dr.ª Joana Rodrigues Guedes ( 06/12/42 ). A casa de Francisco Rafael Carriço, sita na rua Gago Coutinho, serviu como primeira sede provisória e a primeira direcção foi constituída por: ASSEMBLEIA GERAL: PRESIDENTE: Abel Marques Ferreira; VICE-PRESIDENTE: Manuel Henriques Marques; 1º SECRETÁRIO: António Augusto Albuquerque; 2º SECRETÁRIO: Fernando Borges Henriques.  DIRECÇÃO: PRESIDENTE: Alberto Gouveia; VICE-PRESIDENTE: António Pereira Ruivo; 1º SECRETÁRIO: José Luís Pereira; 2º SECRETÁRIO: Cândido Rodrigues M. Félix; TESOUREIRO: Álvaro Lopes do Amaral Polónio; SUPLENTES: Miguel de Jesus e Joaquim Alves; CONSELHO FISCAL: Nélson da Costa Lopes, Albertino Marques Simões, Diamantino Pereira das Neves;
Em 1944 o poder central, através do Director Geral dos Desportos, pressionou no sentido de se modificar o nome desta associação, mas a Assembleia Geral, em reunião de 23 de Setembro, deliberou pela confirmação do mesmo nome. Ainda neste mesmo ano, em 15 de Outubro, foram revistos os estatutos e aprovada nova redacção de alguns artigos. Estes estatutos são aprovados pelo Ministro da Educação Nacional em 13 de Outubro de 1945 e publicados no Diário do Governo nº 249, de 24 do mesmo mês e ano, II série, sendo estes os estatutos que ainda hoje regem esta colectividade. No ano de 1949 representa o início de uma nova postura desta associação e, simultaneamente, o alargamento do seu espaço de intervenção, pois a Direcção, em 1 de Setembro de 1949, deliberou filiar o Sport Lisboa e Nelas na Associação de Futebol de Viseu e, assim sendo, se até este momento a colectividade se tinha preocupado com a promoção da cultura, com o convívio entre os seus associados, com o desporto pelo desporto, a partir de agora vai ter ainda uma outra preocupação, isto é, o desporto de competição, nomeadamente o futebol. 
Apesar de alguns sinais de tempestade registados ao longo da sua existência, esta associação conseguiu sobreviver e contou, para tal, com a boa vontade dos Nelenses, que, muitas vezes, foram e são obrigados a sobrepor os interesses da colectividade aos interesses profissionais e familiares. Nestes tempos mais próximos de nós é de louvar o trabalho realizado pelas sucessivas direcções, umas tentando evitar a descida, outras procurando com afinco a subida de divisão numa tentativa de oferecer aos associados as alegrias que tanto anseiam.

## Estádio
A equipa de futebol disputa os seus jogos em casa no Estádio Municipal de Nelas, que dispõe de uma capacidade para 7.500 pessoas.